# Ås församling, Göteborgs stift
Ås församling var en församling  i Göteborgs stift. Församlingen uppgick 2006 i Veddige församling.

## Administrativ historik
Församlingen har medeltida ursprung.
Församlingens är före 1535 moderförsamling e i ett pastorat med oklar omfattning. Från 1535 är församlingen annexförsamling i pastoratet Veddige, och Sällstorp.  Församlingen införlivades 2006 i Veddige församling tillsammans med Sällstorps församling.
Församlingskod var 138318. 

## Kyrkor
- Ås kyrka